# GSC3613-1726
GSC3613-1726 — хімічно пекулярна зоря спектрального класу B8, що має видиму зоряну величину в смузі V приблизно 10,1.

## Пекулярний хімічний склад
Зоряна атмосфера GSC3613-1726 має підвищений вміст 
Si
.